# Longoria
Longoria är en ort i Mexiko.   Den ligger i kommunen Zaragoza och delstaten San Luis Potosí, i den centrala delen av landet, 300 km nordväst om huvudstaden Mexico City. Longoria ligger 1 976 meter över havet och antalet invånare är 140.
Terrängen runt Longoria är lite kuperad. Runt Longoria är det ganska glesbefolkat, med 31 invånare per kvadratkilometer. Närmaste större samhälle är Santa María del Río, 18,1 km söder om Longoria. Omgivningarna runt Longoria är i huvudsak ett öppet busklandskap.